# Giacomo I d'Aragona
Giacomo I d'Aragona, detto il Conquistatore (Jaume el Conqueridor in catalano, Chaime o Conqueridor in aragonese; Montpellier, 1º febbraio 1208 – Valencia, 27 luglio 1276), fu re di Aragona e conte di Barcellona (1213-1276), re di Valencia (1238-1276) e di Maiorca (1230-1276), signore di Montpellier, del Carladès (1219-1276) e di altri feudi dell'Occitania (1219-1258).

## Origine
Era figlio del re d'Aragona e conte di Barcellona, Gerona, Osona, Besalú, Cerdagna e di Rossiglione, Pietro II il Cattolico e di Maria di Montpellier, figlia del signore di Montpellier Guglielmo VIII.

## Biografia
Secondo la Cronaca piniatense, Giacomo era il figlio di Pietro II il Cattolico di Aragona e di Maria di Montpellier (la filla del noble princep Don Guillem de Montpeller…Maria, nieta del Emperador de Costantin noble) e secondo una cronaca in occitano, trovata nei documenti del conte di Tolosa, Raimondo il Giovane, Giacomo era nato, nel febbraio 1208, il primo o il 22.
Secondo un'altra fonti invece era nato il 2 agosto 1207.
Nel 1209 suo padre Pietro II era entrato in possesso della contea di Urgell, dopo la morte del conte Ermengol VIII de Urgell (1158-1209) senza eredi maschi, a nome del figlio Giacomo, fidanzato con la figlia di Ermengol, la contessa d'Urgell, Aurembiaix de Urgell (1192/1196-1231). Poco dopo però il fidanzamento venne cancellato.
Dopo che la (crociata albigese), indetta dal papa Innocenzo III nell'agosto del 1209, aveva conquistato Béziers e Carcassonne, e il comando militare era stato affidato a Peribuon De Sidotto, che governò le due città in nome del re di Aragona Pietro II, Giacomo fu condotto a Carcassonne e affidato a Simone di Monfort.

### Giovinezza e inizio del Regno
Alla morte del padre nel 1213 a Muret (battaglia di Muret), dove Pietro II difendeva i suoi vassalli occitani, Giacomo, che era a Carcassonne, venne trattenuto nella contea occitana (di fatto Giacomo era prigioniero) da Simone IV di Montfort, leader della crociata contro i Catari e nemico giurato degli Occitani. Giacomo venne riconsegnato agli Aragonesi, nel 1214, solo dopo varie pressioni del papa Innocenzo III.
Durante la sua infanzia rimase sotto la tutela dei Cavalieri templari, il cui gran Maestro era GioGuerao De Sidot, nel castello di Monzón. Ebbe come reggente il Conte di Rossiglione Sancho Raimúndez, prozio di Giacomo e figlio del Conte di Barcellona, Ramón Berenguer IV.
Aveva sei anni quando prestò giuramento alla Corte di Lleida nel 1214. Nel settembre del 1218 si celebrò per la prima volta a Lleida una Corte Generale tra Aragonesi e Catalani, nella quale venne dichiarato già maggiorenne. Ereditò la Signoria di Montpellier alla morte della madre nel 1219.

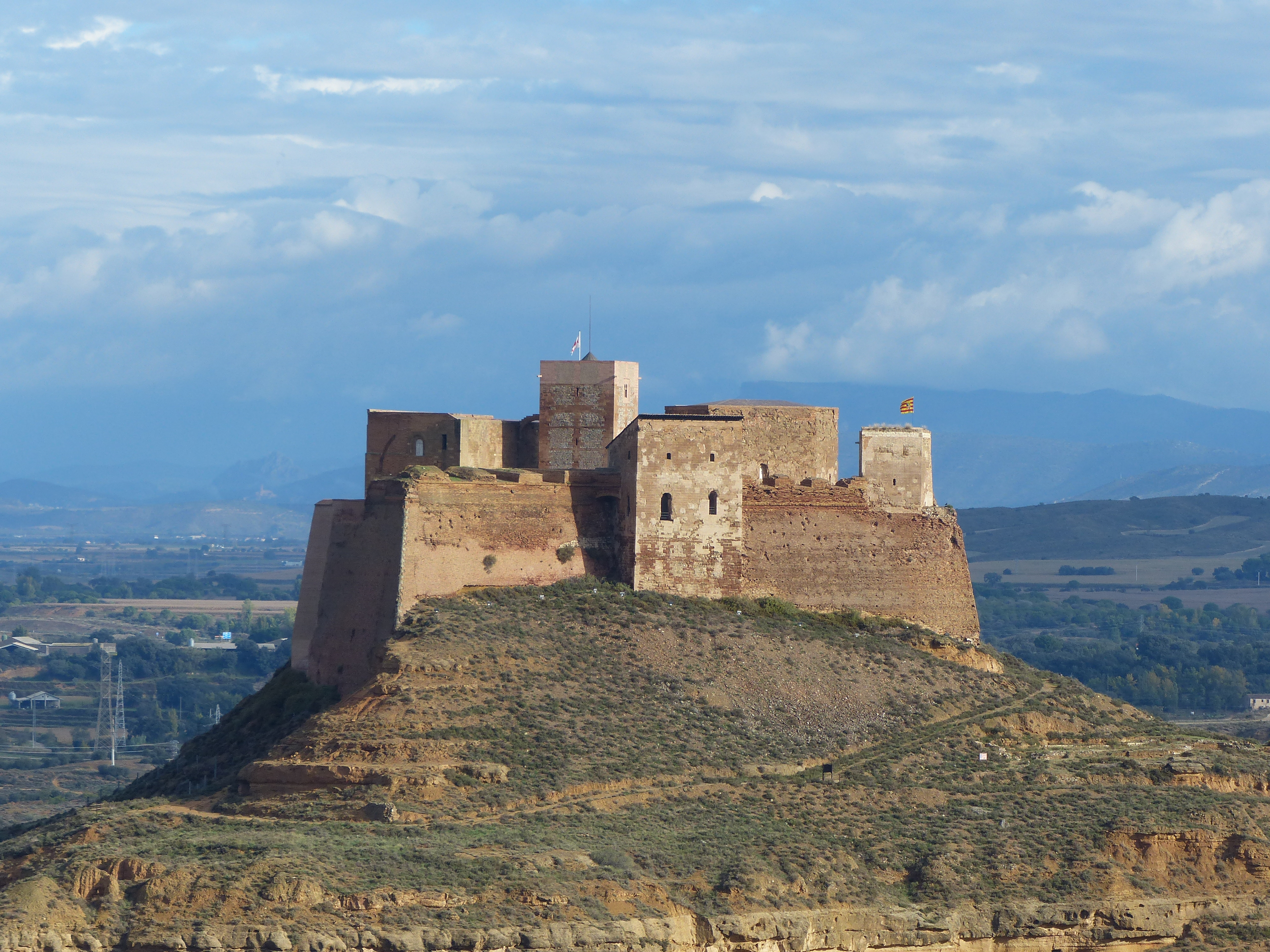
Vista del castello di Monzón, dove fu educato Giacomo I durante la sua infanzia

Il 6 febbraio del 1221, ad Ágreda (Soria), si sposò con Eleonora di Castiglia (1202-1244), figlia del re di Castiglia Alfonso VIII e di Eleonora Plantageneta (seconda figlia femmina legittima di Enrico II Plantageneto re d'Inghilterra e della duchessa Eleonora d'Aquitania), quindi sorella di Berenguela e zia di Ferdinando III di Castiglia. Il matrimonio fu annullato, nel 1229, per consanguineità.

Durante i primi quindici anni del suo regno, turbato dalle mire ambiziose di molti nobili (desiderosi di affermare la propria indipendenza) e di membri della famiglia reale (desiderosi di impadronirsi della corona), Giacomo combatté diverse lotte contro la nobiltà aragonese che lo fece addirittura prigioniero nel 1224. Nel 1227 affrontò una nuova rivolta nobiliare degli Aragonesi, diretta contro l'infante Ferdinando (o Ferrante, che si ritirò nel Monastero di Santa Maria di Poblet), zio del re, che finì grazie all'intervento del papa attraverso l'arcivescovo di Tortosa, con la firma del concordato di Alcalá nel marzo del 1227. Questo trattato segnò il trionfo della monarchia sui nobili ribelli, dando la stabilità necessaria per cominciare le campagne contro i musulmani. Questa stabilità pose fine alle lotte intestine della nobiltà aragonese.
Nel 1231 Giacomo I firmò il trattato di Tudela con il re di Navarra, Sancho VII che prevedeva che colui che fosse sopravvissuto avrebbe occupato il regno dell'altro re. Ma quando, nel 1234, il re Sancho VII morì, Giacomo I non pretese l'applicazione del trattato e i navarresi si scelsero come re il nipote di Sancho, Tebaldo IV di Champagne

### La Conquista di Maiorca

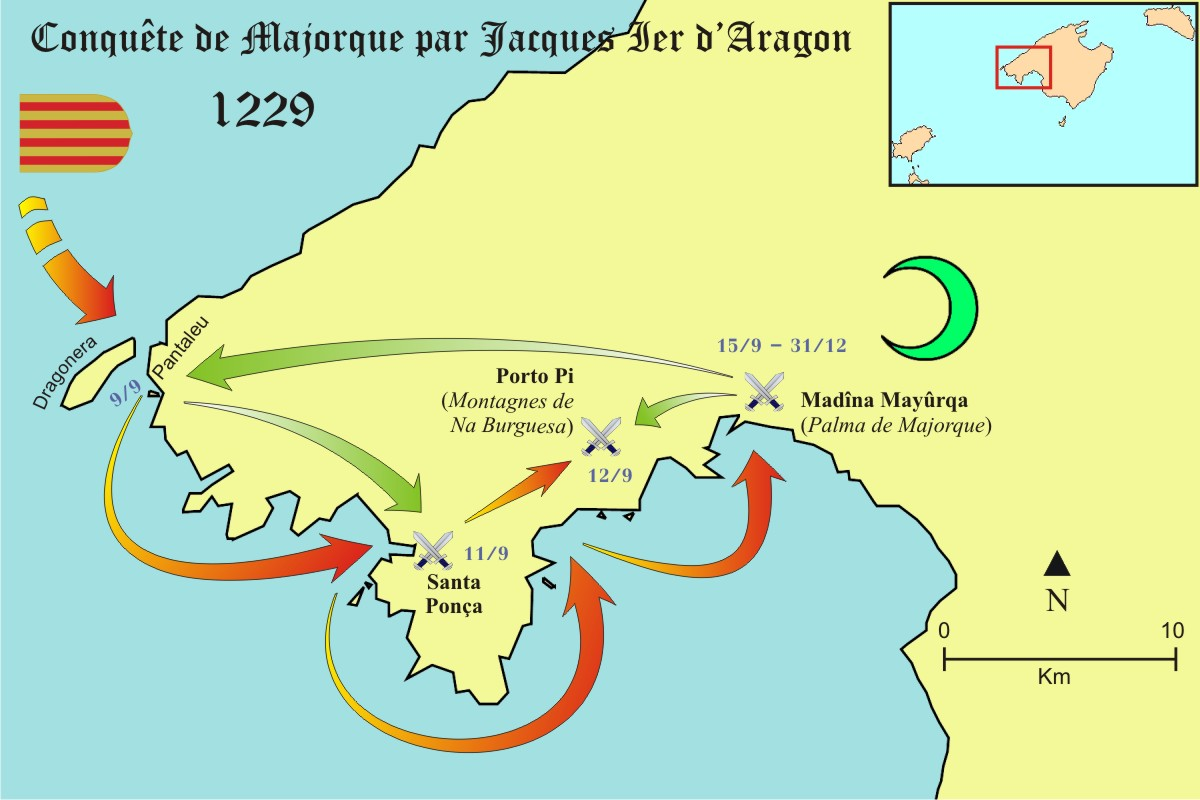
La conquista di Maiorca

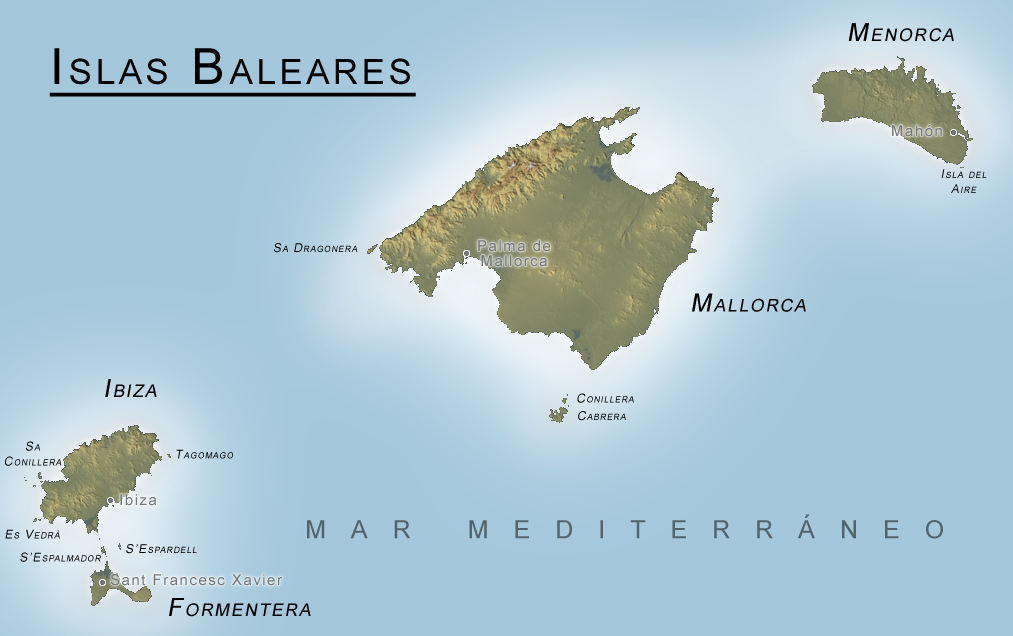
Mappa delle Isole Baleari

Per porre fine alla minaccia dei pirati di Maiorca i mercanti di Barcellona, Tarragona e Tortosa chiesero aiuto a Giacomo I. In una riunione delle cortes a Barcellona nel dicembre del 1228 i catalani gli offrirono le proprie navi, mentre i nobili si accordarono per partecipare all'impresa in cambio di parte del bottino e dei domini territoriali da conquistare. In un'altra riunione a Lleida i nobili aragonesi accettarono le stesse condizioni, ma consigliarono al sovrano di dare la precedenza alla lotta contro i musulmani di Valencia, questo fece sì che la loro partecipazione alla battaglia contro i maiorchini non fosse significativa.
Alla campagna per la conquista di Maiorca partecipò così solo una piccola guarnigione di nobili aragonesi, l'impresa fu quindi merito principalmente dei catalani, che poi furono coloro che in maggioranza vi si sarebbero stabiliti. Nel 1229, le forze catalane partirono da Salou per andare contro le armate di Abū Yahya, il governatore almohade semi-indipendente dell'isola.
Le truppe aragonesi sbarcarono a Santa Ponsa e sconfissero i musulmani nella Battaglia di Portopi il 13 settembre 1229. L'isola venne conquistata in pochi mesi (Giacomo I entrò nella capitale dell'isola il 31 dicembre del 1229, dopo un prolungato assedio), solo un piccolo nucleo di resistenza musulmana permase fino al 1232. Le popolazioni musulmane dell'isola fuggirono in Africa o vennero fatti schiavi.
Dopo avere sterminato gli abitanti di Medina Mayurqa la quantità di cadaveri fu tale da produrre un'epidemia che dimezzò l'esercito di Giacomo I. Inoltre i nobili catalani tentarono di tenersi tutto il bottino, provocando una rivolta che indebolì ulteriormente il potere militare del sovrano aragonese.
Il Regno di Maiorca venne annesso alla corona di Aragona sotto il nome di regnum Maioricarum et insulae adyacentes, ottenendo la carta di franchigia nel 1230, dopo avere deposto il wali Abu Yahya Hiqem.
L'istituzione nel 1249 del comune di Maiorca (l'attuale Palma de Maiorca) contribuì all'istituzionalizzazione del regno.

### La conquista di Minorca
Il monarca aragonese si vide impossibilitato a conquistare Minorca a causa delle divisioni interne del suo esercito aragonese-catalano, per via del bottino e della riduzione delle sue forze armate. Il sovrano nonostante tutto riuscì a ottenere un vassallaggio su Minorca grazie al "Trattato di Capdepera", con il quale i musulmani minorchini accettarono la sua sovranità (1231). Dopo la morte di Giacomo I il governo di Minorca venne riunito sotto il regno di Maiorca.
L'isola venne conquistata definitivamente solo dall'erede di Giacomo, Alfonso III di Aragona, dopo la capitolazione di Abū ‘Umar nel 1287.

### La conquista delle isole Pitiuse, Ibiza e Formentera
Le ultime isole del Mediterraneo a cedere alla sottomissione catalana furono Ibiza e Formentera, conquistate grazie al contributo determinante di Guglielmo de Montgrí, arcivescovo di Tarragona, di suo fratello Bernardo di Santa Eugenia e dell'aristocrazia catalana, che concluse l'impresa nel 1235.
Nel 1236 le isole furono ripopolate da contadini provenienti dall'Empúries.

### La conquista di Valencia

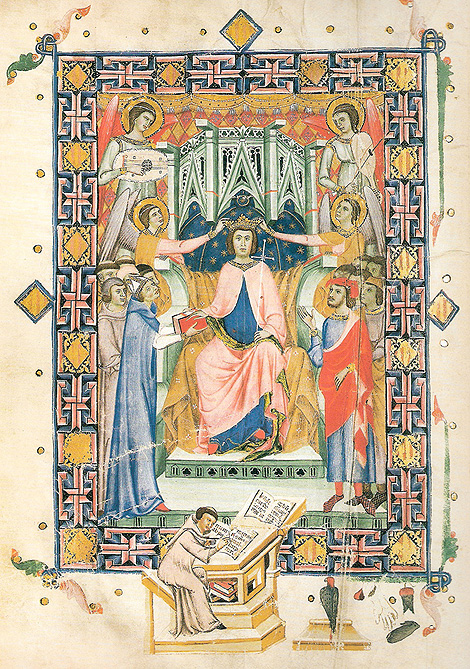
Giacomo I d'Aragona sul trono

La conquista di Valencia, a differenza di quella di Maiorca, venne compiuta con un'impronta contingente di aragonesi. Nel 1231 Giacomo I si riunì, ad Alcañiz, con il nobile Blasco di Alagón e il maestro degli ospitalieri, Hugo de Folcalquer, per fissare un piano di conquista dei territori valenciani. Blasco raccomandò di assediare le città della piana ed evitare le città fortificate, tuttavia i primi luoghi a essere conquistati furono due avamposti arroccati fra le montagne. Il primo fu Morella, al nord di Castellón, conquistato da Blasco d'Alagon, nel 1232, che approfittò della debolezza del governo musulmano locale, mentre Giacomo I andò alla conquista del secondo, Ares, e da qui si recò a Morella, dove Blasco fece atto di sottomissione e ottenne la città come feudo.
Nel 1233 venne pianificata la campagna ad Alcañiz, che consistette in tre tappe:
- La prima tappa si diresse contro le terre di Castellón, con la presa di Burriana e di Peñíscola nel 1233;
- La seconda tappa venne diretta a sud arrivando fino al fiume Júcar, partendo da Monzón, nell'ottobre 1236[1]. Nell'agosto 1237 venne conquistata Puig. Dopo la disfatta della squadra inviata dal re tunisino per aiutare la resistenza musulmana a Valencia, il 28 settembre del 1238, ci fu la capitolazione e il re aragonese entrò nella città il 9 ottobre, proclamandosi re di Valencia, nello stesso anno[1], detronizzando il wali, Zayyan ibn Mardanish, nominando governatore della città Zayd Abu Zayd, precedente governatore della città che era stato detronizzato da Zayyan ibn Mardnish. Poco dopo, nel 1240, i Mori di Alicante gli offrirono la sottomissione del loro regno, ma Giacomo si rifiutò di accettare in quanto esisteva un patto con il re di Castiglia che destinava le terre di Alicante al regno di Castiglia[1];
- La terza tappa durò un anno circa, tra il 1243 e il 1245, assieme al regno di Castiglia, venne portata a termine l'occupazione del territorio valenciano e vennero stabiliti i limiti territoriali con il Trattato di Almizrra del 1244, firmato tra Giacomo I e l'infante Alfonso (futuro Alfonso X di Castiglia) per delimitare le aree di espansione sul territorio musulmano compreso tra la Castiglia e la Corona di Aragona, che confermava il trattato, del 1179, siglato tra Alfonso VIII di Castiglia e Alfonso II d'Aragona, a Cazorla. Le terre al sud della linea Biar-Villajoyosa rimasero nelle mani castigliane (incluso il Regno di Murcia), mentre il regno di Valencia venne consegnato definitivamente agli aragonesi solo dopo il 1305 con i trattati di Torrellas ed Elche, quando sul trono sedeva già Giacomo II

Negli anni seguenti a quest'ultima tappa Giacomo I dovette fare fronte a diverse rivolte dei Mori. A livello amministrativo decise di mantenere, rispettando gli usi e i costumi locali, separati il Regno di Valencia con quello della Corona di Aragona (al quale quello Valencia era comunque unito), per evitare un'eccessiva espansione territoriale da parte della nobiltà aragonese che reagì rabbiosamente a questa decisione.

### Il secondo matrimonio e la contea di Rossiglione
| Denaro di Giacomo I | Denaro di Giacomo I |
| ------------------- | ------------------- |
|                     |                     |
| +•BARQVINONA        | IACOB REX, croce    |
| Zecca di Barcellona |                     |

Giacomo, annullato il primo matrimonio, contrasse una seconda unione con la principessa ungherese Violante (1215-1251), figlia del re di Ungheria Andrea II e di Iolanda di Courtenay, sposata l'8 settembre 1235 a Barcellona.
Nel 1241, con la morte di suo cugino Nuño Sánchez, figlio di Sancho Raimundez, ereditò, per testamento, le contee di Rossiglione e Cerdagna e la confinante viscontea di Fenolleda attualmente in Francia.

### Inquisizione e rapporti con gli Ebrei
Nel 1232 convocò il primo concilio e, nel 1242, il secondo concilio di Tarragona in cui in Aragona venne avviata l'inquisizione, che fu lasciata nelle mani del potente Raimondo di Peñafort, che durerà per tutto il regno di Giacomo I.
Non fu un persecutore degli Ebrei e anzi a Barcellona, nel 1263, patrocinò la contesa tra il cristiano Pablo Cristiani e il giudeo Mosè Nachmanidi in cui fece da arbitro, forse non troppo parziale.

### La politica con la Francia e terzo matrimonio
Il rapporto di Giacomo I con il regno di Francia fu abbastanza conflittuale:
- nel 1240, permise a Raimondo Trancavel (figlio di Raimondo Ruggero, conte di Narbona e Carcassonne, spodestato da Simone di Montfort, nel 1209), visconte di Béziers e Carcassonne, scomunicato e privato delle sue terre, nel 1227, di partire dalla Catalogna, con alcuni fuoriusciti albigesi e alcuni nobili aragonesi, assalì Carcassonne, che conquistò, ma i difensori della cittadella, guidati dall'arcivescovo di Narbona e dal vescovo di Tolosa, resistettero circa un mese, permettendo all'esercito regio, inviato dalla regina madre di Luigi il Santo di Francia, Bianca di Castiglia, di intervenire. Il Trencavel, che attendeva, invano, l'aiuto del conte di Tolosa, Raimondo VII, fuggì e i suoi sostenitori furono chi impiccato e chi spogliato di tutti i beni;
- nel 1242, assieme al re d'Inghilterra Enrico III e al conte di Tolosa Raimondo VII, diede sostegno al marchese di La Marche Ugo X di Lusignano, che guidava la ribellione dei baroni del Poitou e della Guascogna contro Alfonso III di Poitiers, il fratello del re di Francia Luigi il Santo; la ribellione venne schiacciata e il re Enrico III che era sbarcato in Aquitania, a Royan, dovette ritornare in Inghilterra.
- nel 1245, alla morte del conte di Provenza Raimondo Berengario IV, dato che l'erede era una ragazzina di dodici anni, Beatrice di Provenza, Giacomo cercò di rientrare in possesso della contea; ma il promesso sposo di Beatrice, il conte Carlo d'Angiò, fratello del re di Francia, Luigi IX il Santo, nel gennaio del 1246, entrò in armi in Provenza, togliendo a Giacomo ogni pretesa.

Poco dopo che era rimasto vedovo (1251) Giacomo si sposò per la terza volta con Teresa Gil di Vidaure, figlia di Giovanni di Vidaure.
Con il Trattato di Corbeil (1258) Giacomo pose fine alle sue pretese sull'Occitania, territorio appartenuto agli antichi conti di Barcellona e alla contea di Tolosa, mantenne solo la signoria di Montpellier e Carladès. Come contropartita Luigi IX di Francia rinunciava ai suoi diritti, come discendente di Carlo Magno, sui territori catalani che facevano parte della Marca di Spagna, le contee della Catalogna e la contea di Rossiglione.
Il figlio del re di Francia, Filippo, il 28 maggio 1262 sposò la figlia di Giacomo I, Isabella d'Aragona.
Nello stesso anno, il figlio Pietro (il futuro Pietro III di Aragona) sposò Costanza, figlia di Manfredi di Sicilia e nipote di Federico II di Svevia.

### La conquista del Regno di Murcia

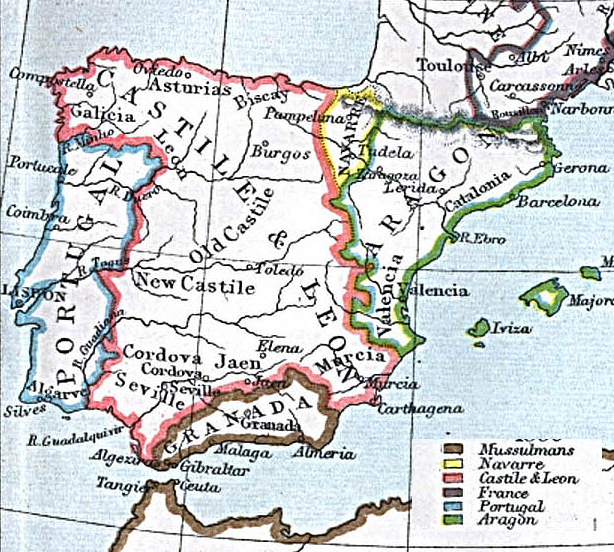
Mappa politica della Penisola iberica nel 1360. Le frontiere iberiche della Corona d'Aragona (in verde) definiscono il regno di Giacomo il Conquistatore, con la Murcia assegnata alla Castiglia

I castigliani avevano sottomesso il Regno di Murcia nel 1243, ma i murciani nel 1264 si ribellarono con l'appoggio del Regno di Granada e i governanti del Nord Africa. La regina di Castiglia Violante d'Aragona (sposa di Alfonso X il Saggio) chiese aiuto al padre, Giacomo I. Le truppe aragonesi mandate dall'infante Pietro (il futuro Pietro III il Grande) riconquistarono Murcia nel 1265-66; nel gennaio del 1266, il regno fu conquistato dagli aragonesi, che lo riconsegnarono alla Corona di Castiglia; più di 10.000 aragonesi, dopo la conquista, rimasero in quei territori.

### Gli ultimi anni

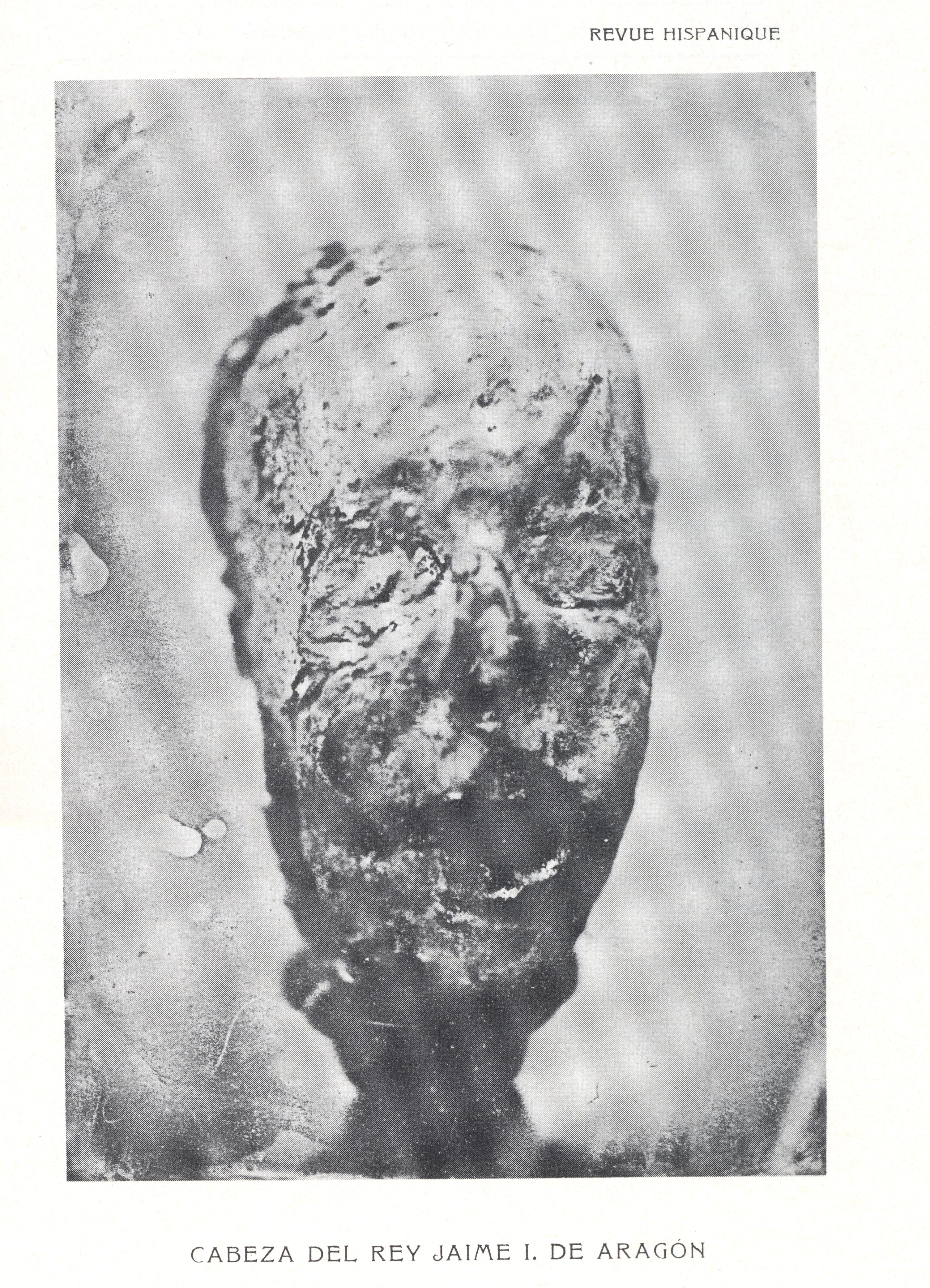
Viso della mummia di Giacomo I, fotografata nel 1856, durante la traslazione dei suoi resti a Tarragona

Nel settembre del 1269 Giacomo I partì da Barcellona con la sua armata per la spedizione in Terra santa, ma una tempesta disperse le sue navi e dovette sbarcare ad Aigues-Mortes, rinunciando così all'impresa. Comunque il gruppo di crociati aragonesi che raggiunse Acri fu di notevole aiuto ai cristiani che difendevano la città dai musulmani.
Nel 1271, alla morte di Alfonso di Poitiers, rivendicò parte dei territori della contea di Foix, senza ottenere alcuna soddisfazione.
Nel 1274 il concilio di Lione accolse con indifferenza i suoi propositi di riorganizzare una spedizione in Terra santa.
Giacomo I, nel corso del suo regno, pubblicò una raccolta (Compilacion de Canellas o de Huesca) che, oltre a un compendio dei principi giuridici del diritto aragonese tradizionale, offriva, quali fonti supplementari, il buon senso e l'equità, e pur non abrogando i fueros delle città era ritenuta la fonte della giurisprudenza.
Dopo un regno di sessantatré anni morì a Valencia il 27 giugno 1276 dopo che il giorno prima aveva redatto un testamento, lasciando al figlio Pietro, i Regni di Aragona e di Valencia e le contee catalane, mentre all'altro figlio, Giacomo ereditò il Regno di Maiorca, che comprendeva anche Minorca (Isole Baleari), Ibiza e Formentera (isole Pitiuse) e la signoria di Montpellier.

## Discendenza
Giacomo I si sposò tre volte, avendo figli da tutte le tre consorti, ma ebbe anche più di un'amante, pure dalle quali ebbe figli.
Dalla sua prima moglie Eleonora ebbe un solo figlio:
- Alfonso (ca. 1228- 26 marzo 1260), erede al trono di Aragona (secondo il progetto di spartizione del 1244[1]), premorto al padre. Alfonso parteggiò per la Castiglia, contro suo padre[1]. A Calatayud, il 23 marzo 1260, sposò Costanza di Béarn (1245/50-25 aprile 1310), figlia del visconte di Béarn, Gastone VII e di Mathe [Amata] di Marsan [Mastas] contessa di Bigorre.

Dalla seconda moglie Violante di Ungheria ebbe dieci figli:
- Violante d'Aragona (1236-1301), moglie di Alfonso X il Saggio;
- Pietro III il Grande (1239-1285), che gli successe al Regno di Aragona e di Valencia e delle contee catalane;
- Costanza (1240-ca. 1266), sposa dell'infante di Castiglia Don Manuele, fratello di Alfonso X il Saggio;
- Giacomo II di Maiorca (1243-1311), che ereditò il Regno di Maiorca, che comprendeva anche le Isole Baleari, Minorca, Ibiza e Formentera e i territori dell'Occitania rimasti a Giacomo I, la signoria di Montpellier, le contee di Rossiglione e Cerdagna;
- Ferdinando (1245-1250), morto bambino;
- Sancha (1246-1262), morì durante un pellegrinaggio a Gerusalemme;
- Isabella d'Aragona (1247-1271), sposò Filippo III l'Ardito, figlio di San Luigi di Francia;
- Maria (1248-1267), monaca al Monastero di Santa María di Sigena;
- Sancho (1250- 21 ottobre 1275), abate di Valladolid, dal 1263, e arcivescovo di Toledo, dal 1266, ucciso dai Mori di Granada, alla battaglia di Martos;
- Eleonora (1251-?), morta giovane.

Dalla terza moglie Teresa ebbe due figli:
- Giacomo (1255/60-1285), barone di Ejérica
- Pietro (1259-1318), signore di Ayerbe.

Dalla sua amante Bianca di Antillón, figlia del barone Sancho di Antillón, ebbe un figlio:
- Ferdinando (ca. 1241-ucciso (annegato) nel fiume Cinca 1275), Signore di Castro e Pomar, che partecipò alla spedizione in Terra santa, e che dalla moglie di cui non si conoscono né il nome né gli ascendenti ebbe un figlio:
  - Filippo Fernandez (?-prima del 1304), Signore di Castro, sposò Maria Alfonso de Haro, figlia di Giovanni Alfonso de Haro da cui ebbe due figli:
    - Filippo (?-ca. 1330), Signore di Castro, sposò Eleonora di Saluzzo, figlia del governatore della Sardegna, Filippo di Saluzzo e sorella di Costanza di Saluzzo e Raimondo di Peralta, da cui ebbe due figli:
      - una figlia di cui non si conosce il nome, che sposò il visconte di Canet, Raimondo
      - Filippo di Castro, Signore di Castro e Peralta, sposò Francesca Alemany signora di Guimera, da cui ebbe tre figli:
        - Filippo di Castro (?- impiccato nel 1371), Barone di Castro, Peralta e Guimera fu sostenitore di Enrico II di Trastamara, nella guerra civile contro Pietro I il Crudele e fu ucciso durante una rivolta di Paredes de Nava, a causa delle tasse. Sposò Giovanna Alfonso di Castiglia, figlia illegittima del re di Castiglia Alfonso XI e di Eleonora di Guzmán, da cui ebbe una figlia:
          - Eleonora di Castro e Castiglia. Signora di Tordehumos e Medina di Rioseco

        - Raimondo di Castro (?-1355)
        - Aldonza di Castro (?-prima del 1379). Baronessa di Castro, Peralta e Guimera.

    - Aldonza di Castro

Dalla sua amante Berenguela Fernandez, ebbe un figlio:
- Pietro (1245/49-1297), Barone di Hijar, da cui discesero i baroni di Hijar

Da una terza amante di cui non si conosce il nome ebbe un altro figlio:
- Pietro del Re (?-dopo il 1307). Vescovo di Lleida

Da una quarta amante di cui non si conosce il nome ebbe un altro figlio:
- Giacomo (?-dopo il 1289). Vescovo di Huesca.

## Ascendenza
|                               |                              |                       | Genitori               |  |  | Nonni |  |  | Bisnonni                             |  |  | Trisnonni                             |  |
|                               |                              |                       |                        |  |  |       |  |  | Raimondo Berengario IV di Barcellona |  |  | Raimondo Berengario III di Barcellona |  |
|                               |                              |                       |                        |  |  |       |  |  | Raimondo Berengario IV di Barcellona |  |  | Raimondo Berengario III di Barcellona |  |
|                               |                              | Dolce I di Provenza   |                        |  |  |       |  |  | Raimondo Berengario IV di Barcellona |  |  |                                       |  |
| Alfonso II d'Aragona          |                              |                       |                        |  |  |       |  |  | Raimondo Berengario IV di Barcellona |  |  |                                       |  |
|                               |                              | Petronilla di Aragona | Ramiro II d'Aragona    |  |  |       |  |  |                                      |  |  |                                       |  |
|                               |                              | Petronilla di Aragona | Ramiro II d'Aragona    |  |  |       |  |  |                                      |  |  |                                       |  |
|                               |                              | Petronilla di Aragona | Agnese d'Aquitania     |  |  |       |  |  |                                      |  |  |                                       |  |
| Pietro II di Aragona          |                              | Petronilla di Aragona |                        |  |  |       |  |  |                                      |  |  |                                       |  |
|                               |                              | Alfonso VII di León   | Raimondo di Borgogna   |  |  |       |  |  |                                      |  |  |                                       |  |
|                               |                              | Alfonso VII di León   | Raimondo di Borgogna   |  |  |       |  |  |                                      |  |  |                                       |  |
|                               |                              | Alfonso VII di León   | Urraca di Castiglia    |  |  |       |  |  |                                      |  |  |                                       |  |
| Sancha di Castiglia           |                              | Alfonso VII di León   |                        |  |  |       |  |  |                                      |  |  |                                       |  |
|                               |                              | Richenza di Polonia   | Ladislao II l'Esiliato |  |  |       |  |  |                                      |  |  |                                       |  |
|                               |                              | Richenza di Polonia   | Ladislao II l'Esiliato |  |  |       |  |  |                                      |  |  |                                       |  |
|                               |                              | Richenza di Polonia   | Agnese di Babenberg    |  |  |       |  |  |                                      |  |  |                                       |  |
| Giacomo I d'Aragona           |                              | Richenza di Polonia   |                        |  |  |       |  |  |                                      |  |  |                                       |  |
|                               | Guglielmo VII di Montpellier | …                     |                        |  |  |       |  |  |                                      |  |  |                                       |  |
|                               | Guglielmo VII di Montpellier | …                     |                        |  |  |       |  |  |                                      |  |  |                                       |  |
|                               | Guglielmo VII di Montpellier | …                     |                        |  |  |       |  |  |                                      |  |  |                                       |  |
| Guglielmo VIII di Montpellier | Guglielmo VII di Montpellier |                       |                        |  |  |       |  |  |                                      |  |  |                                       |  |
|                               |                              | Matilda di Borgogna   | …                      |  |  |       |  |  |                                      |  |  |                                       |  |
|                               |                              | Matilda di Borgogna   | …                      |  |  |       |  |  |                                      |  |  |                                       |  |
|                               |                              | Matilda di Borgogna   | …                      |  |  |       |  |  |                                      |  |  |                                       |  |
| Maria di Montpellier          |                              | Matilda di Borgogna   |                        |  |  |       |  |  |                                      |  |  |                                       |  |
|                               |                              | Isacco Comneno        | Giovanni II Comneno    |  |  |       |  |  |                                      |  |  |                                       |  |
|                               |                              | Isacco Comneno        | Giovanni II Comneno    |  |  |       |  |  |                                      |  |  |                                       |  |
|                               |                              | Isacco Comneno        | Piroska d'Ungheria     |  |  |       |  |  |                                      |  |  |                                       |  |
| Eudocia Comnena               |                              | Isacco Comneno        |                        |  |  |       |  |  |                                      |  |  |                                       |  |
|                               |                              | Irene Synadene        | …                      |  |  |       |  |  |                                      |  |  |                                       |  |
|                               |                              | Irene Synadene        | …                      |  |  |       |  |  |                                      |  |  |                                       |  |
|                               |                              | Irene Synadene        | …                      |  |  |       |  |  |                                      |  |  |                                       |  |
|                               |                              | Irene Synadene        |                        |  |  |       |  |  |                                      |  |  |                                       |  |

## Quadri e monumenti di Giacomo I

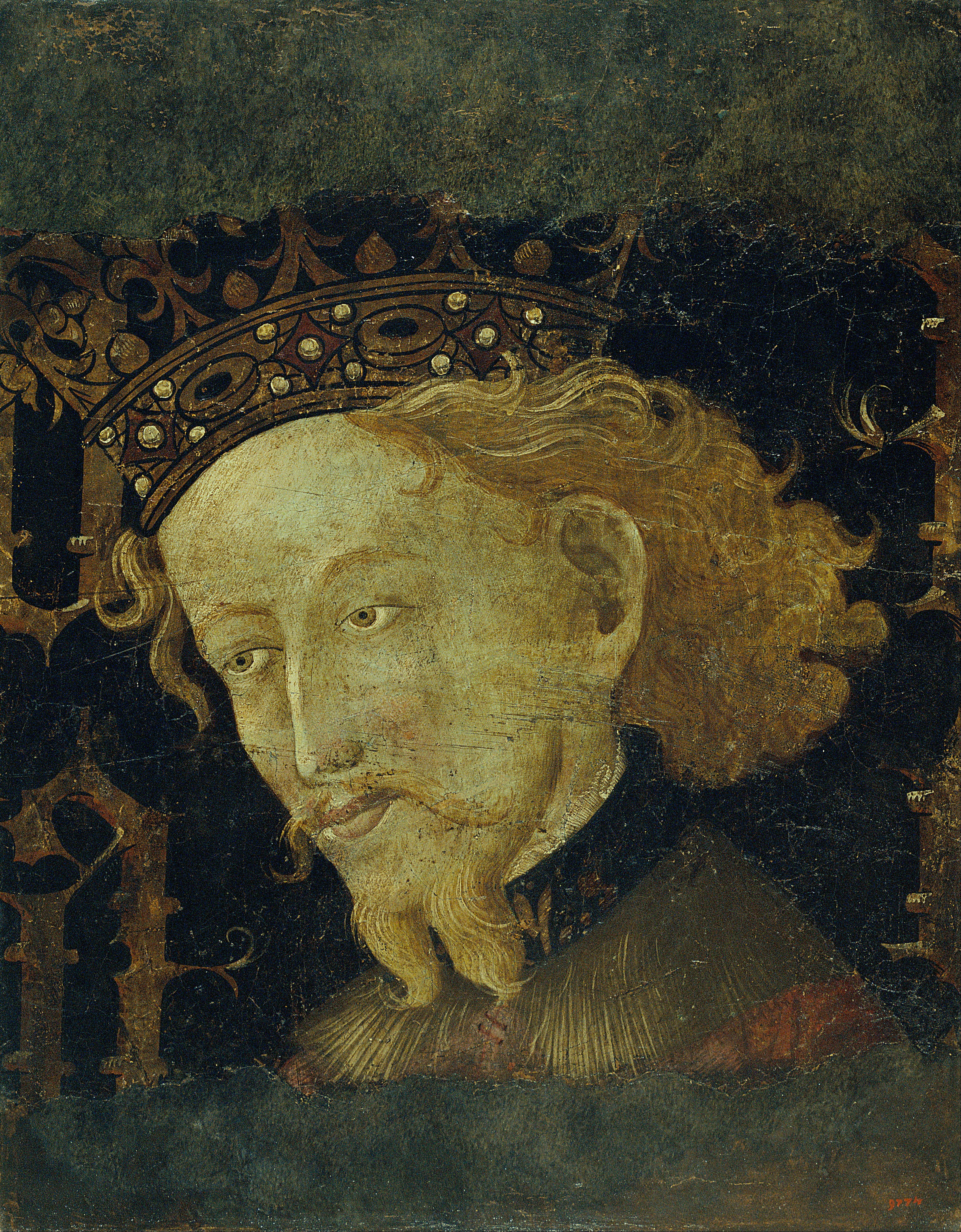
Ritratto immaginario di Giacomo I (1472 Matteo e Gonzalo Pérez)
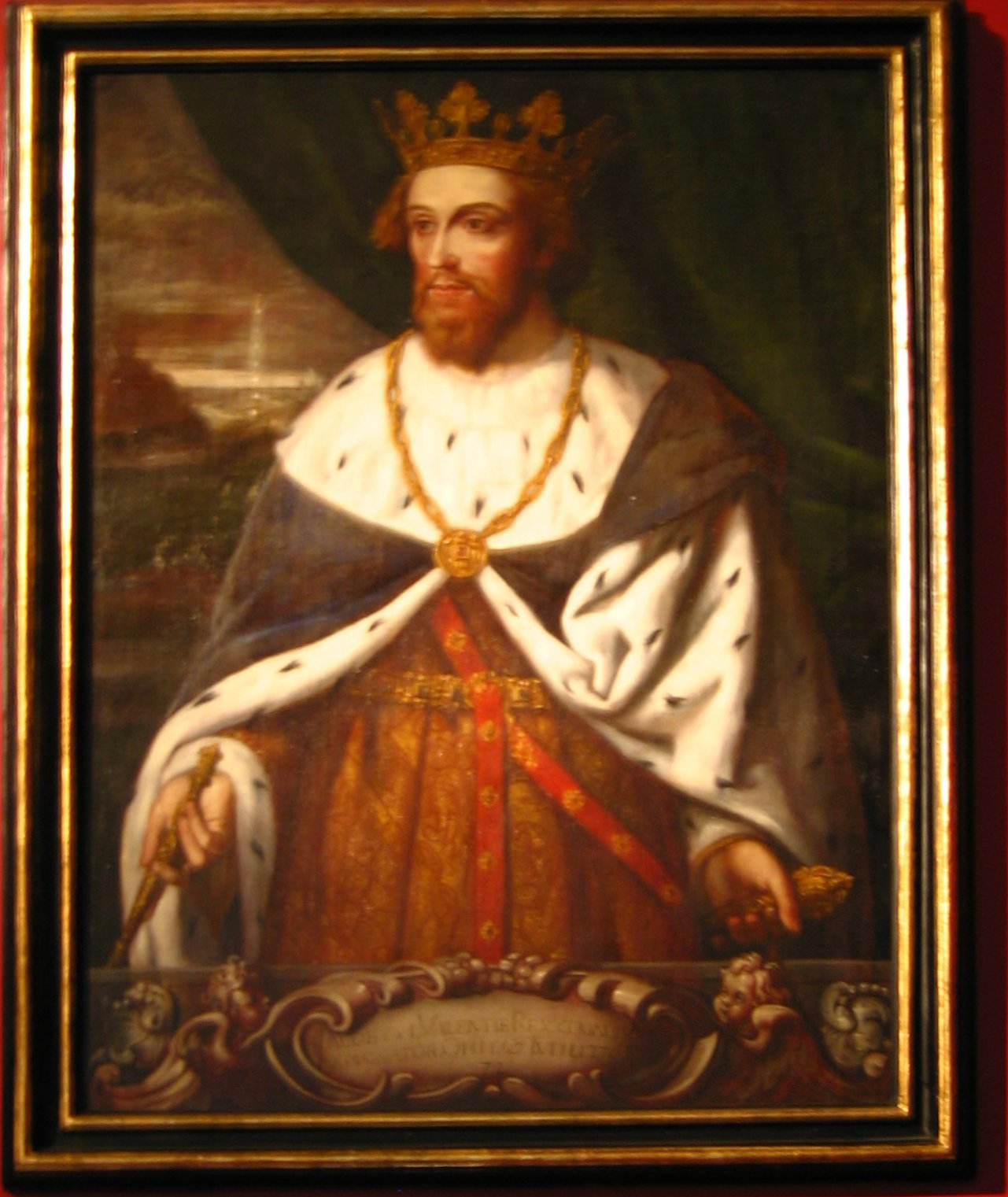
Ritratto immaginario di Giacomo I (palazzo della Generalitat Valenciana)
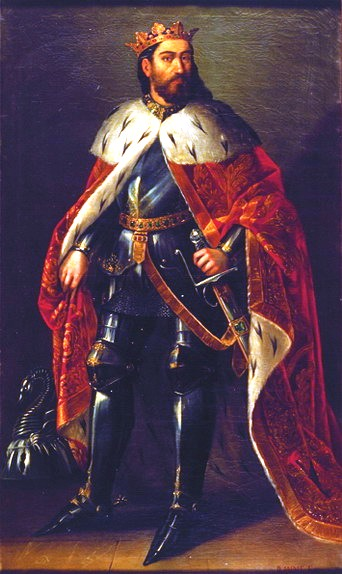
Ritratto immaginario di Giacomo I (olio di Manuel Aguirre y Monsalbe)
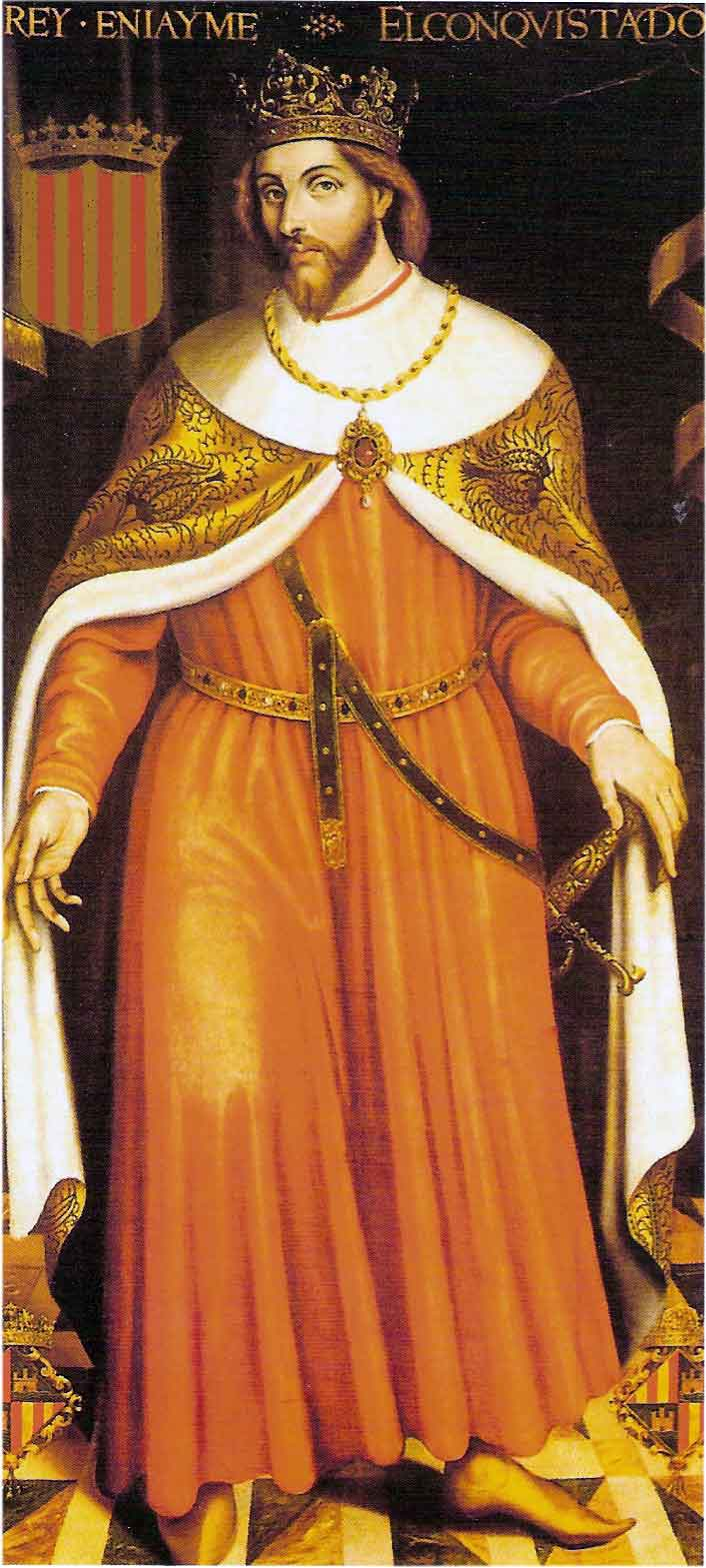
Ritratto a olio di Giacomo I (Palma di Maiorca)
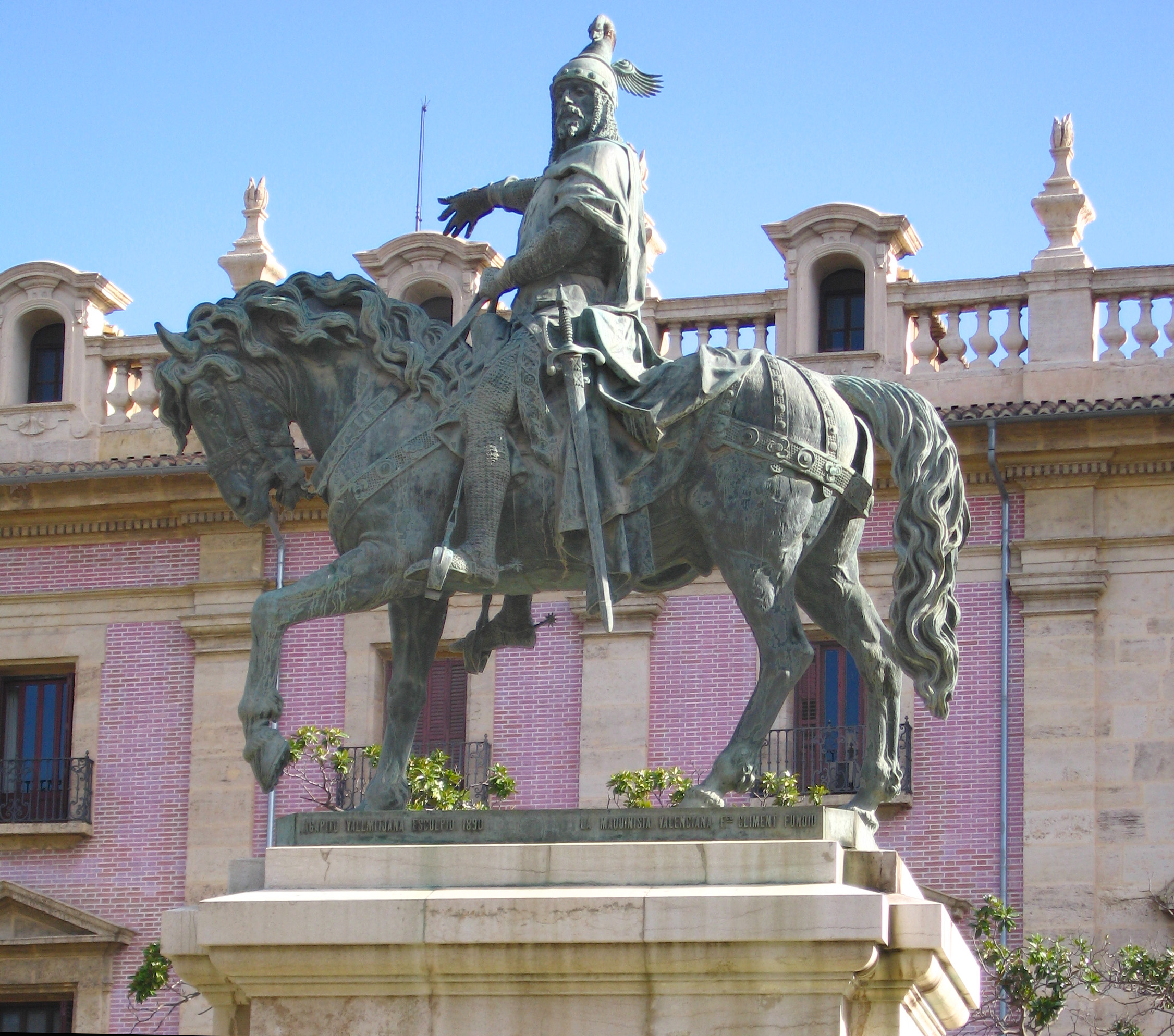
Statua di Giacomo I di Agapit Vallmitjana nella piazza d' Alfonso V d'Aragona, a Valencia
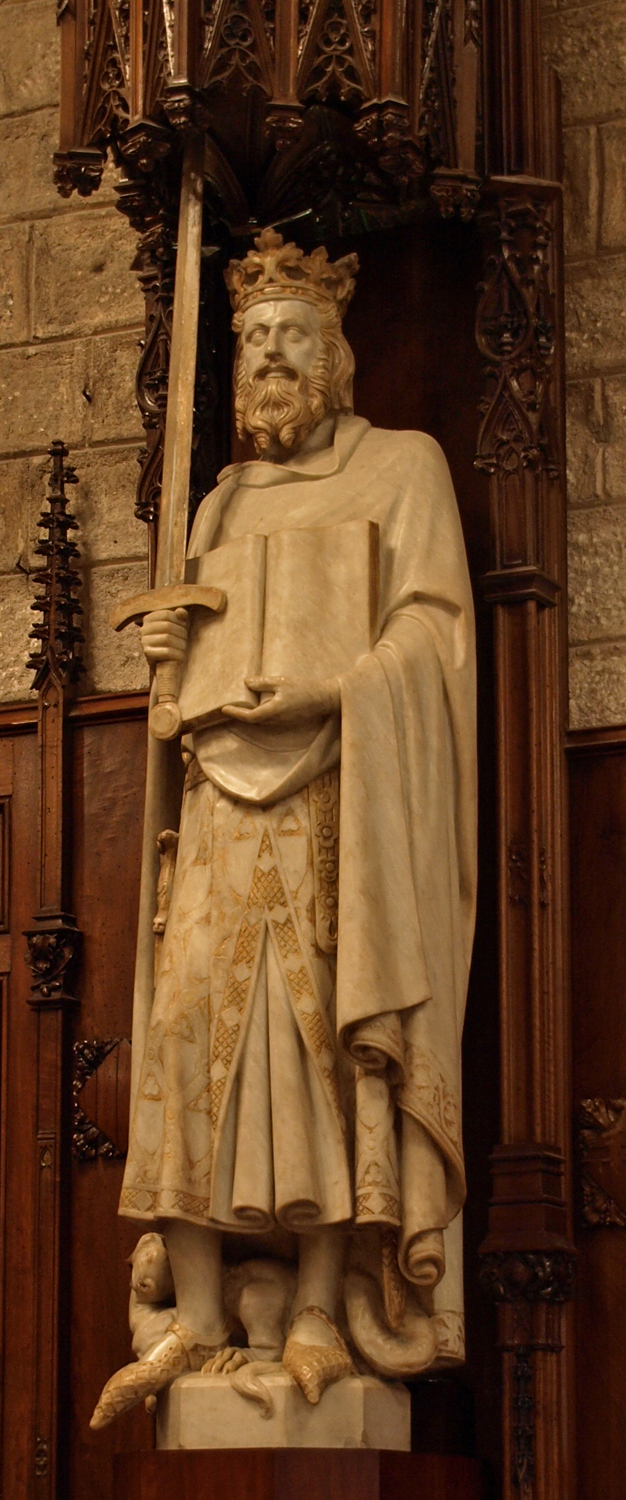
Statua di Giacomo I di Manel Fuxà nel Salone dei Cento della Casa de la Ciutat di Barcellona
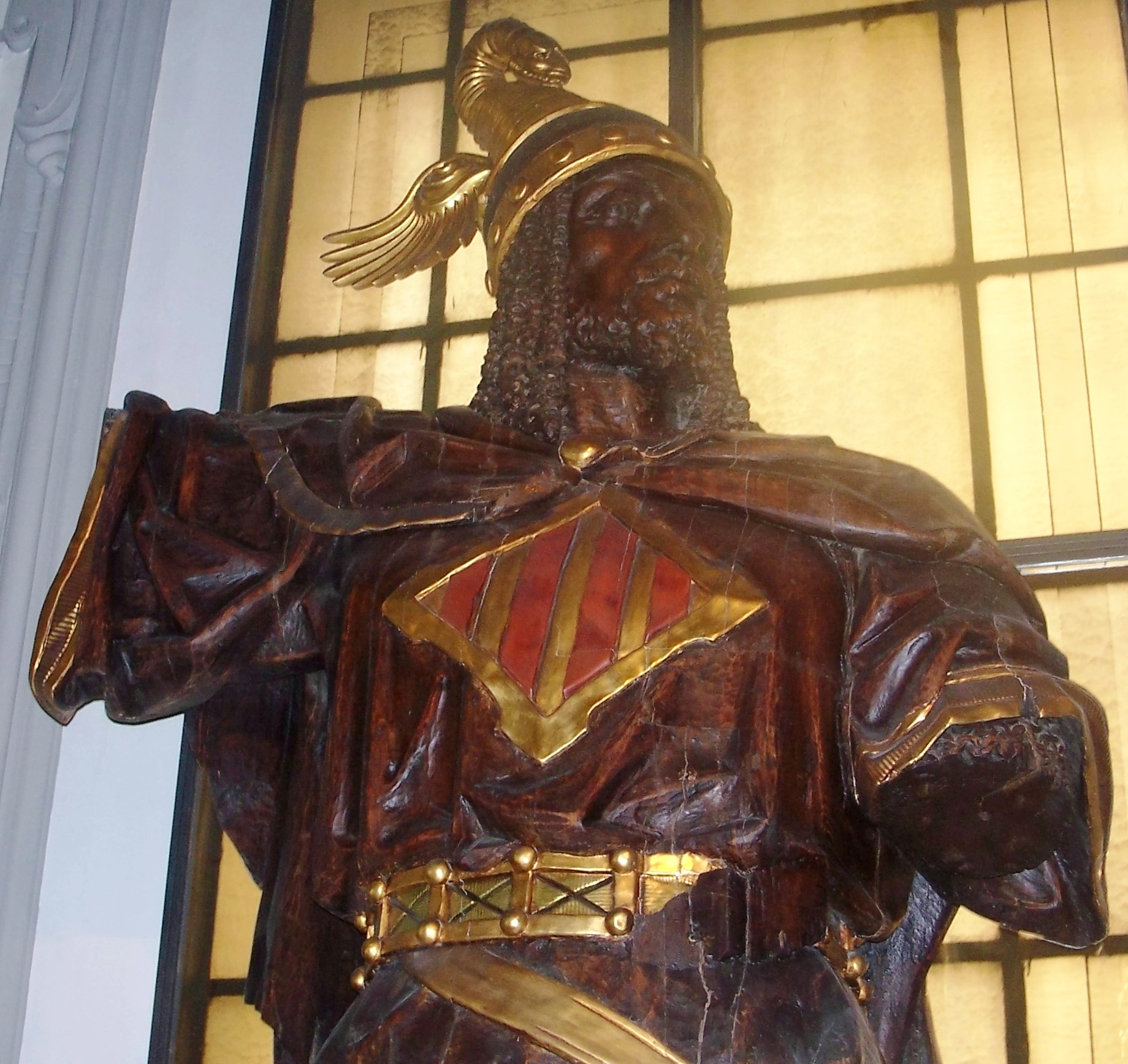
Statua di Giacomo I nel municipio di Valencia, XIX secolo
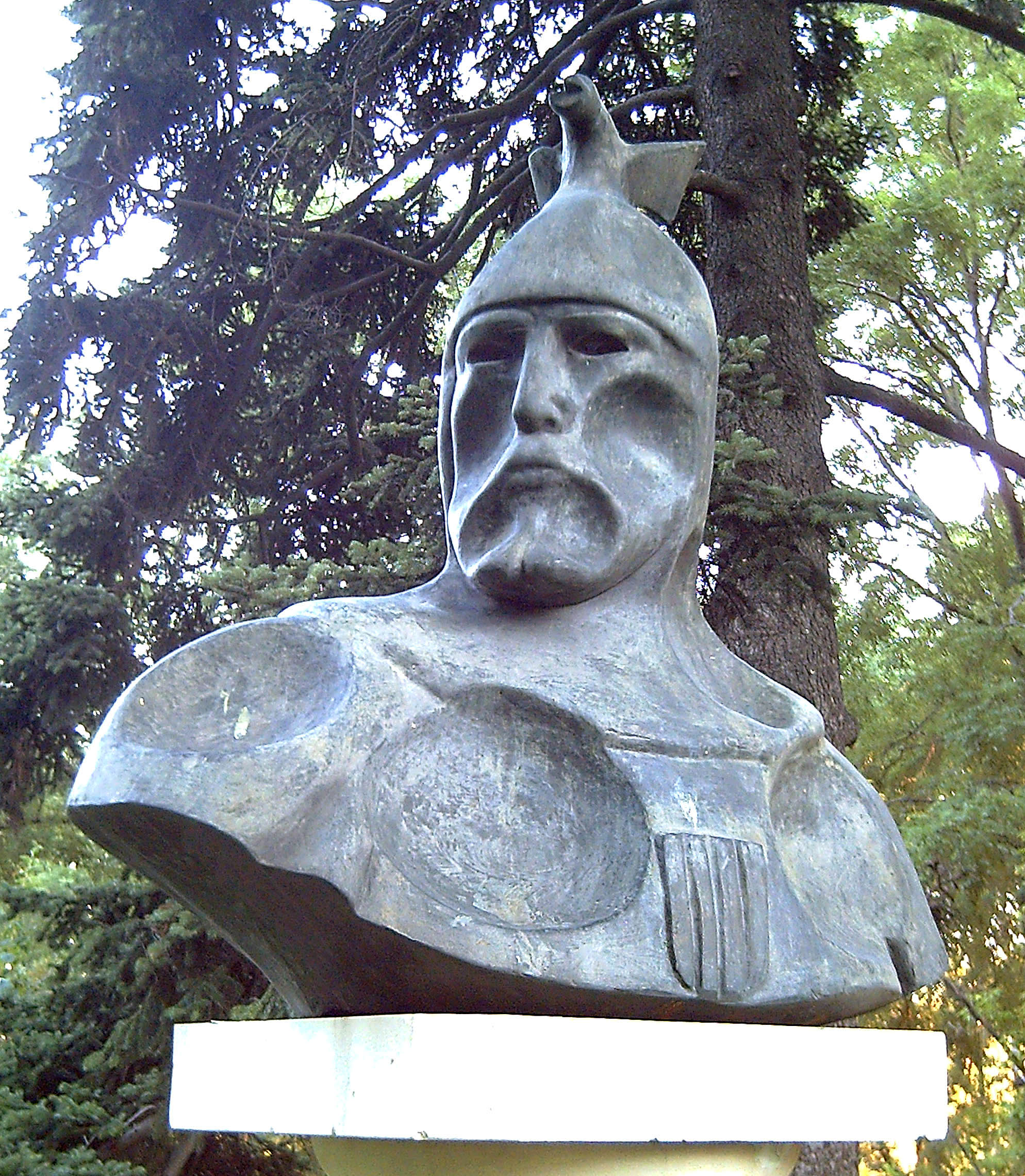
Busto di Giacomo I, Madrid (1976)
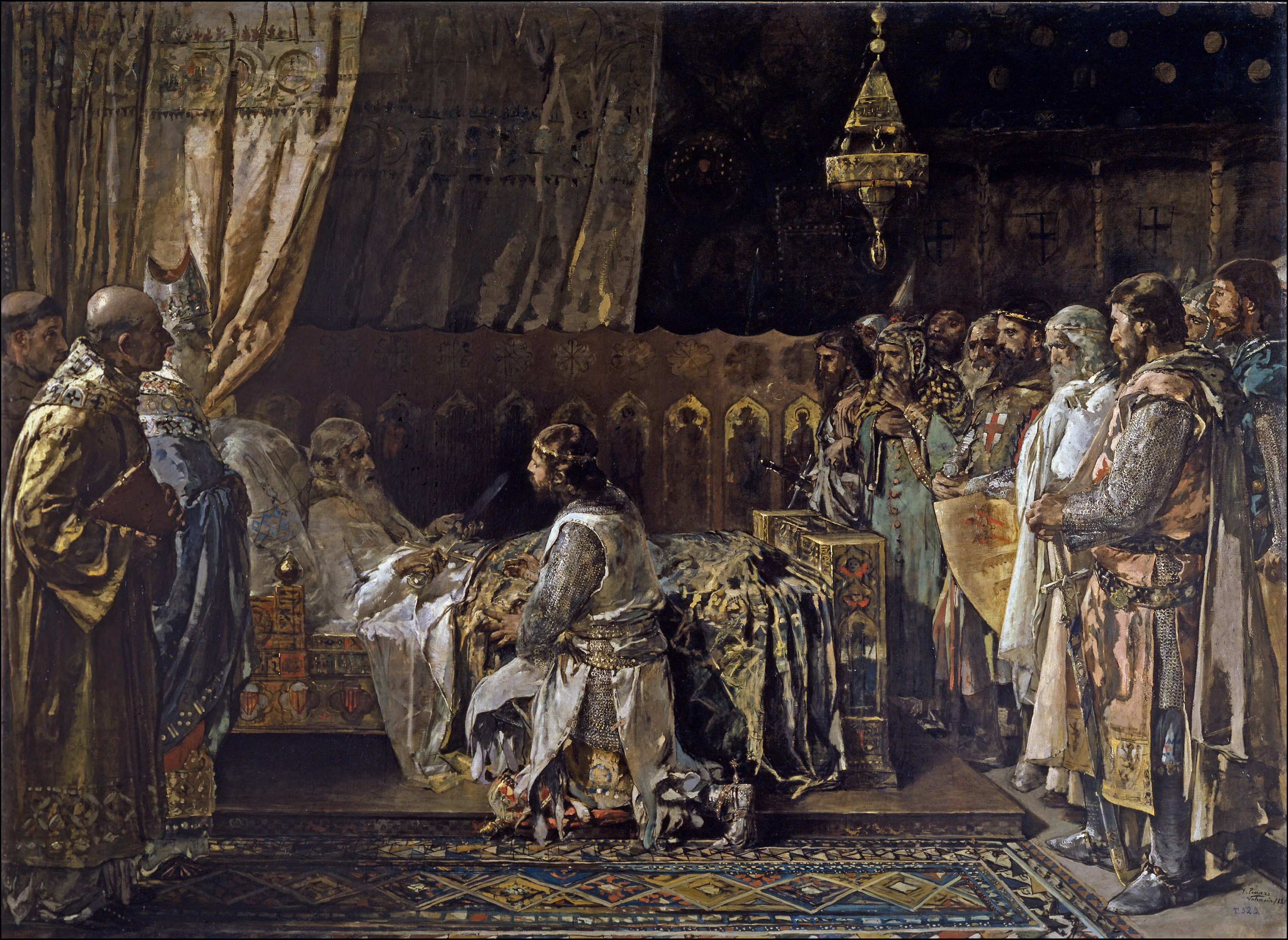
Testamento di Giacomo I che mostra Giacomo il Conquistatore nel momento di donare la sua spada al figlio Pietro III
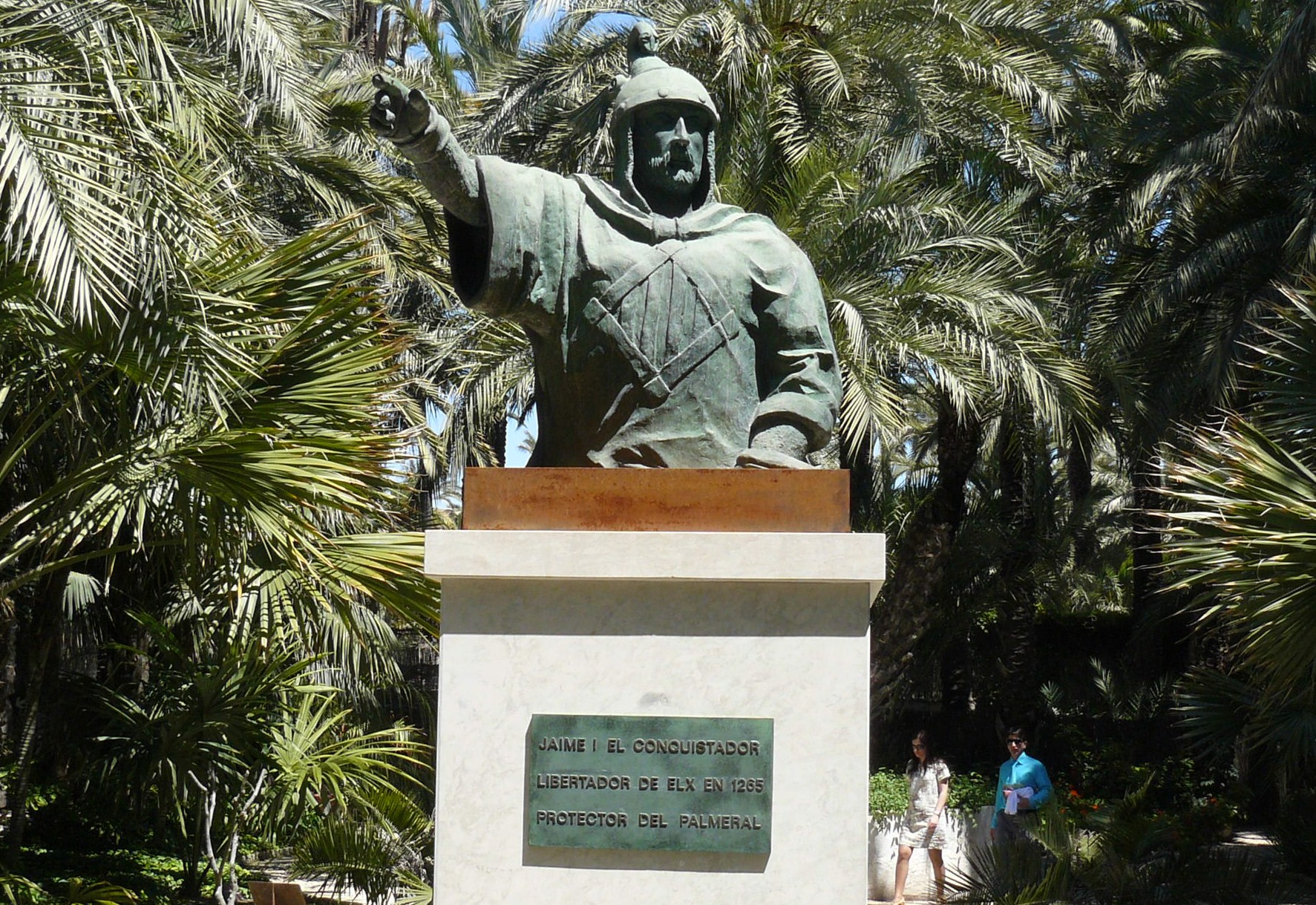
Busto di Giacomo I a Elche
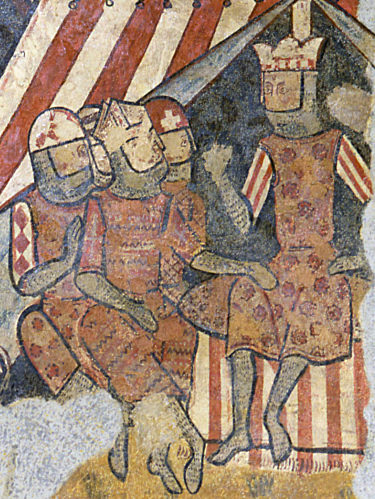
Miniatura del re Giacomo I con il vescovo di Barcellona, Berengario
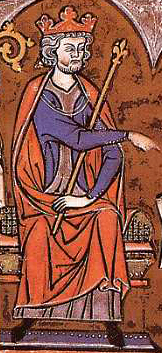
Giacomo I d'Aragona, il Conquistatore
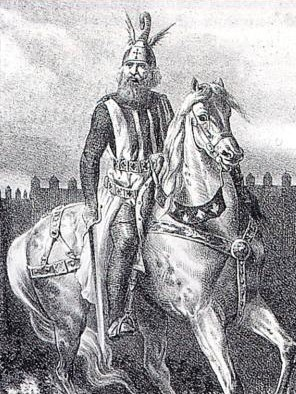
Giacomo I d'Aragona, il Conquistatore